# جيريمي بوين
جيريمي بوين (بالإنجليزية: Jeremy Bowen)‏ (و. 1960  م) هو صحفي من المملكة المتحدة، وويلز، ولد في كارديف.

## التعليم
تعلم في كلية لندن الجامعية، وجامعة جونز هوبكينز، وكلية بول نيتز للدراسات الدولية المتقدمة ‏.

## جوائز
حصل على جوائز منها:
- جائزة المنافسة العامة [الإنجليزية]‏ (1946)
- قائد الفنون والآداب

## وصلات خارجية
- جيريمي بوين على موقع IMDb (الإنجليزية)

- جيريمي بوين في قاعدة بيانات الأفلام على الإنترنت